# 27e Festival international du film de Busan
Le 27e Festival international du film de Busan (coréen : 제27회 부산국제영화제: 27) s’est tenu du 5 octobre au Cinema Center de Busan, en Corée du Sud, jusqu’au 14 octobre. Cette année, le festival a relancé les événements et les sections du programme qui n'avaient pas été organisés en raison de la pandémie de Covid-19,. Le festival s'est ouvert avec le film iranien Scent of the Wind du réalisateur Seyed Hadi Mohaghegh, Jeon Yeo-been avec Ryu Jun-yeol étaient les maîtres de cérémonie de la cérémonie d'ouverture.
Lors de la 27e édition, 243 films de 71 pays ont été invités. Parmi ces films, 89 étaient des premières mondiales et 13 des premières internationales. 111 films de service communautaire ont également fait partie du festival 2022.
Cette année, le BIFF a ouvert un programme spécial, La Nouvelle vague du cinéma japonais, consacré à dix réalisateurs japonais de la nouvelle génération. Dix films réalisés au Japon, sélectionnés par le réalisateur Ryusuke Hamaguchi, Shozo Ichiyama, directeur exécutif du Festival international du film de Tokyo, Teruoka Sozo, programmateur du Festival du film asiatique d'Osaka, et Toshiyuki Hasegawa, programmateur du Festival international du film de cinéma de Skip City, seront projetés au cours du festival. Un autre ajout au programme spécial était « Une nouvelle perspective sur le documentaire au XXIe siècle », qui présentait 10 documentaires innovants. Ces films étaient des œuvres fraîches et uniques qui sortent du cadre traditionnel du documentaire. Le troisième élément du "Programme spécial" était la projection de six films de Tony Leung, acteur et chanteur de Hong Kong, qui a également remporté le prix du « Cinéaste asiatique de l'année » cette année.
Le festival, visité par 160 000 personnes, a fermé ses portes le 14 octobre, avec le film japonais One Man du réalisateur Kei Ishikawa. Han Sun-hwa et Kwon Yul ont animé la cérémonie de clôture du festival,.

## Événements
- Actors' House : Des acteurs contemporains représentant la Corée, ayant des talents d'acteur et des qualités de star, racontent des histoires honnêtes et approfondies sur leur jeu et leurs œuvres.
- BIFF in the Neighborhood : BIFF in the Neighborhood est un programme dans le cadre duquel le village entier de Busan est transformé en un lieu pour le festival du film.
- Cinema Together : Du 10 au 12 octobre - Programme de mentors et de mentorés avec 16 personnes dont des réalisateurs, des acteurs, des critiques et des directeurs musicaux agissant en tant que mentors[10]
- Tout sur Avatar : la voie de l'eau :
- Dévoilement de la version remastérisée de Nakdong River : Le film Nakdong River (1952) de Jeon Chang-geun, produit pendant la guerre de Corée, sera remastérisé numériquement et présenté en avant-première au festival[11].

## Jury
Source,, :

### Prix Nouveaux Courants
- Serge Toubiana, journaliste et critique de cinéma français. Il a été directeur de la Cinémathèque française et président d'Unifrance, (Président du jury)
- Alain Guiraudie, réalisateur et scénariste français
- Kamila Andini, réalisatrice indonésienne
- Ryō Kase, acteur japonais
- Lee Yoo-Jin, PDG de Film History et producteur sud-coréen.

### Prix Kim Jiseok
- Jean-Michel Frodon, journaliste, critique et historien du cinéma français.
- Naoko Ogigami, réalisatrice, scénariste et directrice de la photographie japonaise.
- Kim Hee-jung, réalisateur et lauréat du prix du directeur de l'agence de contenu créatif APM du 21e Festival international du film de Busan.

### Prix Mecenat du BIFF
- Wang Bing, réalisateur chinois, documentariste. Président du jury des BIFF Mecenat Awards
- Mohammed Osama, réalisateur syrien
- Kim Il-ran, réalisateur sud-coréen

### Prix Sonje
- Saeed Roustayi, réalisateur, scénariste et producteur iranien
- Hayakawa Chie, réalisatrice japonaise
- Yoon Ga-eun, réalisatrice et scénariste sud-coréenne

### Prix FIPRESCI
- Eija Niskanen, critique de cinéma finlandaise et coordinatrice d'événements cinématographiques.
- Wang Hsin, écrivain et critique culturel taïwanais.
- Ahn Chi-yong, critique de cinéma sud-coréen, membre à la fois de la Fédération internationale des critiques de cinéma (FIPRESCI) et de l'Association coréenne des critiques de cinéma, Ahn écrit des critiques de cinéma au Monde diplomatique et à OhmyNews.

### Prix NETPAC
- Gerwin Tamsma, critique de cinéma néerlandais
- Tsengel Davaasambuu, producteur de film mongol
- Kim Dong-hyun, directeur du Festival du film indépendant de Séoul

### Prix de l'acteur de l'année
- Lee Young-ae, une actrice sud-coréenne
- Kim Sang-kyung, acteur sud-coréen

## Rubriques de programme
Le festival comprend les sections suivantes :
- Présentation du Gala
- Icônes
- Nouveaux courants
- Jiseok
- Section Vision du cinéma coréen d'aujourd'hui
- Cinéma du monde
- Flash avant
- Grand angle
- Cinéma ouvert
- Passion de minuit
- À l'écran
- Programme spécial en bref
  - À la découverte du nouveau cinéma japonais
  - Nouvelle perspective du documentaire au 21e siècle

### Films d'ouverture et de clôture
Source :
| Année            | Titre anglais     | Titre original   | Directeur(s)         | Pays de production |
| Film d'ouverture | Film d'ouverture  | Film d'ouverture | Film d'ouverture     | Film d'ouverture   |
| ---------------- | ----------------- | ---------------- | -------------------- | ------------------ |
| 2022             | Scent of the Wind |                  | Seyed Hadi Mohaghegh | L'Iran             |
| Film de clôture  |                   |                  |                      |                    |
| 2022             | A Man             | あ る 男         | Kei Ishikawa         | Japon              |

### Présentation Gala
| Titre en anglais  | Titre original    | Directeur(s)    | Pays de production        |
| ----------------- | ----------------- | --------------- | ------------------------- |
| Viens je t'emmène | Viens je t'emmène | Alain Guiraudie | France                    |
| l'Envol           | L'Envol           | Pierre Marcello | France, Italie, Allemagne |

### Icônes
| Titre en anglais          | Titre original                                  | Directeur(s)                | Pays de production                                       |
| ------------------------- | ----------------------------------------------- | --------------------------- | -------------------------------------------------------- |
| Armageddon Time           | Armageddon Time                                 | James Gray                  | États-Unis                                               |
| Bardo                     | Bardo, o falsa crónica de unas cuantas verdades | Alejandro González Iñárritu | Mexique                                                  |
| Bones and All             | Bones and All                                   | Luca Guadagnino             | Italie, États-Unis                                       |
| Avec amour et acharnement | Avec amour et acharnement                       | Claire Denis                | France                                                   |
| Les Bonnes Étoiles        | 브로커                                          | Hirokazu Kore-eda           | Corée du Sud                                             |
| Frère et sœur             | Brother and Sister                              | Arnaud Desplechin           | France                                                   |
| Les Crimes du futur       | Les Crimes du futur                             | David Cronenberg            | Canada, Grèce, France, Royaume-Uni                       |
| Occhiali neri             | Occhiali neri                                   | Dario Argento               | Italie, France                                           |
| Decision to Leave         | 헤어질 결심                                     | Park Chan-wook              | Corée du Sud                                             |
| EO                        | Io                                              | Jerzy Skolimowski           | Pologne, Italie                                          |
| Fairytale                 | Сказка                                          | Alexandre Sokourov          | Russie, Belgique, Estonie                                |
| Feast                     |                                                 | Brillant Mendoza            | Hong Kong, Chine                                         |
| Il signore delle formiche | Lord of the Ants                                | Gianni Amélio               | Italie                                                   |
| My Imaginary Country      | Mi país imaginario                              | Patricio Guzman             | France, Chili                                            |
| No Bears                  | خرس نیست                                        | Jafar Panahi                | L'Iran                                                   |
| One Fine Morning          | Un beau matin                                   | Mia Hansen-Love             | France, Allemagne                                        |
| Pacifiction               | Tourment sur les Îles                           | Albert Serra                | Espagne, France, Allemagne, Portugal                     |
| Peter von Kant            | Peter von Kant                                  | François Ozon               | France, Belgique                                         |
| R.M.N.                    | R.M.N.                                          | Christian Mungiu            | Roumanie, France                                         |
| Banshees of Inisherin     | Banshees of Inisherin                           | Martin Mc Donagh            | Irlande, Royaume-Uni, États-Unis                         |
| The Novelist's Film       | 소설가의 영화                                   | Hong Sang-so                | Corée du Sud                                             |
| Triangle of Sadness       | Triangle of Sadness                             | Ruben Östlund               | Suède, Allemagne, France, Royaume-Uni, États-Unis, Grèce |
| Walk Up                   | 탑                                              | Hong Sang-so                | Corée du Sud                                             |
| When the Waves Are Gone   | Kapag Wala Nang Mga Alon                        | Lav Diaz                    | Philippines / France / Portugal / Danemark               |
| White Noise               | White Noise                                     | Noah Baumbach               | États-Unis                                               |

### Nouveaux courants
Les titres sélectionnés sont éligibles pour plusieurs prix, notamment le prix New Currents, le prix FIPRESCI, le prix NETPAC et le prix du public KB New Currents,.
Le titre en surbrillance indique le lauréat du prix
| Titre en anglais          | Titre original      | Réalisateur(s)       | Pays de production |
| ------------------------- | ------------------- | -------------------- | ------------------ |
| Ajoomma                   |                     | He Shuming           | Singapour          |
| A Place of Silence        |                     | Sam Kua              | Malaisie           |
| A Thousand and One Nights |                     | Nao Kubota           | Japon              |
| A Wild Roomer             | 괴인                | Lee Jeong-hong       | Corée du Sud       |
| Blue Again                |                     | Thapanee Loosuwan    | Thaïlande          |
| Long Live Hell            | 지옥만세            | Im Oh-jeong          | Corée du Sud       |
| Memento Mori: Earth       | Memento Mori: Đất   | Marcus Mạnh Cường Vũ | Viêt Nam           |
| No End                    |                     | Nader Saeivar        | Iran               |
| The Winter Within         | Maagh               | Aamir Bashir         | Inde               |
| That Woman Shybamma       | That Woman Shybamma | Jaishankar Ariar     | Inde               |

### Jiseok
| Titre en anglais    | Titre original      | Réalisateur(s)         | Pays de production |
| ------------------- | ------------------- | ---------------------- | ------------------ |
| Alteration          |                     | Yorkin Tuichev         | Ouzbékistan        |
| December            |                     | Anshul Chauhan         | Japon              |
| Life and Life       |                     | Ali Gabitan            | Iran               |
| Scent of Wind       |                     | Hardy Mohageh          | Iran               |
| Seventeen           |                     | Prithvi Konanur        | Inde               |
| Six Characters      |                     | ML Pundhevanov Dewakun | Thaïlande          |
| Storyteller         |                     | Anant Mahadevan        | Inde               |
| A Wing and a Prayer | 동에 번쩍 서에 번쩍 | Lee Kwang-guk          | Corée              |

### Fenêtre sur le cinéma asiatique
| Titre en anglais            | Titre original                              | Réalisateur(s)                           | Pays de production                                                   |
| --------------------------- | ------------------------------------------- | ---------------------------------------- | -------------------------------------------------------------------- |
| Arnold Is a Model Student   |                                             | Sorayos Prapapan                         | Thaïlande, Singapour, France, Pays-Bas, Philippines                  |
| Autobiography               | Autobiography                               | Makbul Mubarak                           | Indonésie, France, Singapour, Pologne, Philippines, Allemagne, Qatar |
| B for Busy                  | Ce que j'aime                               | Shao Yi-Hui                              | Chine                                                                |
| Before, Now and Then        | Une femme indonésienne                      | Kamila Andini                            | Indonésie                                                            |
| Beyond the Wall             | Le président de la Commission               | Vahid Jalilvand                          | Iran                                                                 |
| Declaration                 | Ariyippu                                    | Mahesh Narayanan                         | Inde                                                                 |
| Fortune                     | Fortune                                     | Muhiddin Muzaffar                        | Tadjikistan                                                          |
| Goldfish                    | Goldfish                                    | Pushan Kripalani                         | Inde, Royaume-Uni, États-Unis                                        |
| Hanging Gardens             | Janain mualaqa                              | Ahmed Yassin Al Daradji                  | Irak, Égypte, Palestine, Arabie saoudite, Liban, Royaume-Uni         |
| Holy Spider                 | Holy Spider                                 | Ali Abbasi                               | Danemark, Suède, France, Allemagne                                   |
| Home for Sale               | Home for Sale                               | Taalaibek Kulmendeev                     | Kirghizistan                                                         |
| Hong Kong Family            | Hong Kong Family                            | Eric Tsang Hing Weng                     | Hong Kong, Chine                                                     |
| In Our Prime                | In Our Prime                                | Liu Yulin                                | Chine                                                                |
| Joyland                     | Joyland                                     | Saim Sadiq                               | Pakistan                                                             |
| Leila's Brothers            | Le Montant de l'indemnité n'avait pas varié | Saeed Roustayi                           | Iran                                                                 |
| Little Blue                 | Little Blue                                 | Lee Yifang                               | Taïwan                                                               |
| Look At Me Touch Me Kiss Me | Look At Me Touch Me Kiss Me                 | Ho Yuhang, Djenar Maesa Ayu, Kim Tai-sik | Malaisie, Indonésie, Corée                                           |
| Love Life                   | ラブライフ                                  | Kōji Fukada                              | Japon                                                                |
| Mariam                      | Mariam                                      | Arvind Pratap                            | Inde                                                                 |
| Nezouh                      | Nezouh                                      | Soudade Kaadan                           | Royaume-Uni, Syrie, France                                           |
| Plan 75                     | Plan 75                                     | Chie Hayakawa                            | Japon, France, Philippines, Qatar                                    |
| Le Retour des hirondelles   | 隐入尘烟                                    | Li Ruijun                                | Chine                                                                |
| Retour to Seoul             | Retour à Séoul                              | Davy Chou                                | France                                                               |
| Scheme                      | Skhema                                      | Farkhat Sharipov                         | Kazakhstan                                                           |
| Sermon to the Fish          | Balıqlara xütbə                             | Hilal Baydarov                           | Azerbaïdjan, Mexique, Suisse, Turquie                                |
| Stone Turtle                | Stone Turtle                                | Woo Ming Jin                             | Malaisie, Indonésie                                                  |
| The Sales Girl              | The Sales Girl                              | Janchivdorj Sengedorj                    | Mongolie                                                             |
| The Scent of the Wormwood   | The Scent of the Wormwood                   | Aibek Dairbekov                          | Kirghizistan                                                         |
| The Wind Will Say           | The Wind Will Say                           | Renai Wei Yongyao                        | Malaisie, Chine                                                      |
| Tora's Husband              | Tora's Husband                              | Rima Das                                 | Inde                                                                 |
| Zwigato                     | Zwigato                                     | Nandita Das                              | Inde                                                                 |

### Cinéma coréen aujourd'hui - Panorama
| Titre en anglais               | Titre original         | Réalisateurs(s) |
| ------------------------------ | ---------------------- | --------------- |
| A letter from Kyoto            | 교토에서 온 편지       | Kim Min Ju      |
| Anchor                         | 앵커                   | Jung Ji-yeon    |
| Dream Palace                   | 드림팰리스             | Ka Sung-moon    |
| Hansan : La Bataille du dragon | 한산: 용의 출현        | Kim Han-min     |
| Highway Family                 | 고속도로 가족          | Lee Sang-moon   |
| Juhee from 5 to 7              | 5시부터 7시까지의 주희 | Jang Kun-jae    |
| Next Sohee                     | 다음 소희              | Jung Ju-ri      |
| Open the Door                  | 오픈 더 도어           | Jang Hang-jun   |
| The Policeman's Lineage        | 경관의 피              | Lee Kyoo-man    |

### Cinéma coréen aujourd'hui - Section Vision
Cette année, 12 films seront projetés en première mondiale.
Le titre en surbrillance indique le lauréat du prix
| Titre en anglais        | Titre original                 | Réalisateur(s) |
| ----------------------- | ------------------------------ | -------------- |
| Birth                   |                                | Yoo Ji-young   |
| Peacock                 | 공작새                         | Byun Seong-bin |
| Beyond                  | 기행                           | Lee Ha-ram     |
| The Day After Yesterday | 길고 재미없는 영화가 끝나갈 때 | Yoon Ji-hye    |
| The Dream Songs         | 너와 나                        | Cho Hyun-cheol |
| The Ripples             | 물비늘                         | Lim            |
| Green House             | 비닐하우스                     | Lee Sol-hee    |
| Big Sleep               | 빅슬립                         | Kim Taehoon    |
| Mother Land             | 엄마의 땅                      | Park Jae-beom  |
| Star of Ulsan           | 울산의 별                      | Jeong Ki-hyeok |
| The Continuing Land     | 이어지는 땅                    | Cho Hee-Young  |
| Paper Man               | 페이퍼맨                       | Ki Mo-tae      |

### Cinéma coréen aujourd'hui - Première spéciale
Source :
| Titre en anglais  | Titre original | Réalisateur(s) |
| ----------------- | -------------- | -------------- |
| 20th Century Girl | 20 세기 소녀   | Bang Woo-ri    |
| Boys              | 소년들         | Jeong Ji-yeong |

### Cinéma du monde
| Titre en anglais               | Titre original               | Réalisateur(s)                                | Pays de production(s)                       |
| ------------------------------ | ---------------------------- | --------------------------------------------- | ------------------------------------------- |
| A Room of My Own               | Chemi otakhi                 | Ioseb « Soso » Bliadze                        | Allemagne, Géorgie                          |
| Aftersun                       | Aftersun                     | Charlotte Wells                               | Royaume-Uni, États-Unis                     |
| Nos soleils                    | Alcarràs - L'ultimo raccolto | Carla Simón                                   | Espagne, Italie                             |
| BANGER.                        | BANGER.                      | Adam Sedlák                                   | République tchèque                          |
| Blanquita                      | Blanquita                    | Fernando Guzzoni                              | Chili, Mexique, Luxembourg, France, Pologne |
| Blind Willow, Sleeping Woman   | Blind Willow, Sleeping Woman | Pierre Földes                                 | France, Canada, Pays-Bas, Luxembourg        |
| Boy from Heaven                | Boy from Heaven              | Tarik Saleh                                   | Suède, France, Finlande                     |
| Brother                        | Brother                      | Clement Virgo                                 | Canada                                      |
| Chiara                         | Chiara                       | Susanna Nicchiarelli                          | Italie, Belgique                            |
| Close                          | Close                        | Lukas Dhont                                   | Belgique, France, Pays-Bas                  |
| Corsage                        | Corsage                      | Marie Kreutzer                                | Autriche, Luxembourg, Allemagne, France     |
| Flux Gourmet                   | Flux Gourmet                 | Peter Strickland                              | Royaume-Uni, Hongrie                        |
| Fucking Bornholm               | Fucking Bornholm             | Anna Kazejak                                  | Pologne                                     |
| Harkis                         | Harkis                       | Philippe Faucon                               | France, Belgique                            |
| I Have Electric Dreams         | Tengo sueños eléctricos      | Valentina Maurel                              | Belgique, France, Costa Rica                |
| Incredible but True            | Incredible but True          | Quentin Dupieux                               | France, Belgique                            |
| Klondike                       | Klondike                     | Maryna Er Gorbach                             | Ukraine, Turquie                            |
| Love According to Dalva        | Dalva                        | Emmanuelle Nicot                              | Belgique, France                            |
| Monica                         | Monica                       | Andrea Pallaoro                               | Italie, États-Unis                          |
| Les Enfants des autres         | Other People's Children      | Rebecca Zlotowski                             | France                                      |
| Prison 77                      | Modelo 77                    | Alberto Rodríguez Librero                     | Espagne                                     |
| Prologos                       |                              | Mantas Kvedaravičius                          | Lituanie, Grèce                             |
| Raymond et Ray                 | Raymond et Ray               | Rodrigo García                                | États-Unis                                  |
| Rule 34                        | Regra 34                     | Julia Murat                                   | Brésil, France                              |
| Saturn Bowling                 | Bowling Saturne              | Patricia Mazuy                                | France, Belgique                            |
| The Adventures of Gigi the Law | Gigi la legge                | Alessandro Comodin                            | Italie, France, Belgique                    |
| Les Huit Montagnes             | The Eight Mountains          | Felix Van Groeningen, Charlotte Vandermeersch | Italie, Belgique, France                    |
| The Line                       | La Ligne                     | Ursula Meier                                  | Suisse, France, Belgique                    |
| La Montagne                    | La Montagne                  | Thomas Salvador                               | France                                      |
| La Nuit du 12                  | The Night of the 12th        | Dominik Moll                                  | France                                      |
| The Quiet Girl                 | An Cailín Ciúin              | Colm Bairéad                                  | Irlande                                     |
| The Silent Twins               | The Silent Twins             | Agnieszka Smoczyńska                          | Pologne, États-Unis, Royaume-Uni            |
| Utama                          | Utama                        | Alejandro Loayza Grisi                        | Bolivie, Uruguay, France                    |
| Venez voir                     | Tenéis que venir a verla     | Jonás Trueba                                  | Espagne                                     |

### Flash avant
Une compétition entre les premiers ou seconds longs métrages de cinéastes non asiatiques qui adoptent une approche innovante et originale du cinéma. Le gagnant est désigné par le public et reçoit le prix Flash Forward.
| Titre en anglais           | Titre original              | Réalisateur(s)        | Pays de production                                       |
| -------------------------- | --------------------------- | --------------------- | -------------------------------------------------------- |
| Daughter of Rage           | La Hija de todas las Rabias | Laura Baumeister      | Nicaragua, Mexique, Pays-Bas, Allemagne, France, Norvège |
| Delta                      |                             | Michèle Vannucci      | Italie                                                   |
| La Jauria                  |                             | Andrés Ramírez Pulido | Colombie, France                                         |
| Muru                       | Muru                        | Tearepa Kahi          | Nouvelle-Zélande                                         |
| Palm Trees and Power Lines | Palm Trees and Power Lines  | Jamie Dak             | États-Unis                                               |
| Riceboy Sleeps             | Riceboy Sleeps              | Antoine Shim          | Canada                                                   |
| Saint Omer                 | Saint Omer                  | Alice Diop            | France                                                   |
| Sons of Ramses             | Goutte d'Or                 | Clément Cogitore      | France                                                   |
| Tonnerre                   | Foudre                      | Carmen Jaquier        | Suisse                                                   |
| Victim                     | Obet                        | Michal Blaško         | Slovaquie, République tchèque, Allemagne                 |

### Grand angle

#### Compétition de courts métrages coréens
| Titre en anglais           | Titre original | Réalisateur(s)                               |
| -------------------------- | -------------- | -------------------------------------------- |
| Canine                     | 송곳니         | Kim Jung Min                                 |
| Carrier Woman              | 캐리어우먼     | Hwang Dong-uk                                |
| Door                       |                | Lee Minh-young, Bae Seongyeol, Kim Chang-min |
| Flowers                    |                | Shin Eun-seop-uk                             |
| I′m Here                   |                | Jeong Eun-uk                                 |
| Jooyoung in Wonderland     |                | Chung Hae-il                                 |
| Lake and I                 |                | Parc Sohyun                                  |
| Leave at Door, Bell X      |                | Lee Joo-young                                |
| Other Life                 |                | Roh Do-hyeon                                 |
| Short Film Universe        |                | Lee Han                                      |
| The Scream                 |                | Kim Eun-song                                 |
| Yeo-young′s Trip to Haenam |                | Yeo Young-eun                                |

#### Compétition de courts métrages asiatiques
| Titre anglais                | Titre original | Directeur(s)         | Pays de production |
| ---------------------------- | -------------- | -------------------- | ------------------ |
| Rêve d'une nuit cambodgienne |                | Guillaume Suon       | Cambodge, France   |
| Cher moi                     |                | Suchana Saha         | Inde               |
| Destruction                  |                | Igor Smola           | Azerbaïdjan        |
| Ivrogne                      |                | GE Yuqi              | Chine              |
| Jouissance                   |                | Sadeq Es-Haqi        | Iran               |
| Nuances de mélancolie        |                | Karach Zhanychov     | Kirghizistan       |
| La Fumée entre dans vos yeux |                | Alvin Lee            | Singapour          |
| Après-midi du Sud            |                | Lan Tian             | Chine              |
| La voie de la mémoire        |                | Ujita Shun           | Japon              |
| La Vallée du vent            |                | Samira Norouznasseri | Iran               |

#### Concours documentaire
| Titre en anglais                          | Titre original | Réalisateur(s)                        | Pays de production             |
| ----------------------------------------- | -------------- | ------------------------------------- | ------------------------------ |
| A Table for Two                           |                | Kim Bo-ram                            | Corée du Sud                   |
| After Passing Away                        |                | SU Yu-Ting                            | Taïwan                         |
| Again the Wind Blows                      |                | Kim Tae-il, Ju Ro-mi                  | Corée du Sud                   |
| Baby Queen                                |                | Lei Yuan Bin                          | Singapour                      |
| Dear Mother, I Meant to Write about Death |                | Chen Siyi                             | États-Unis, Chine              |
| Lash                                      |                | Jung Yoon-suk                         | Corée du Sud, Hong Kong, Chine |
| On the Train                              |                | Hsiao Chu-Chen                        | Taïwan                         |
| SAGAL: Snake and Scorpion                 |                | Lee Dongwoo                           | Corée du Sud                   |
| Sanctuary                                 |                | Wang Min-cheol                        | Corée du Sud                   |
| Sura: A Love Song                         |                | Hwang Yun                             | Corée du Sud                   |
| The Football Aficionado                   |                | Sharmin Mojtahedzadeh, Paliz Khoshdel | Iran                           |

#### Présentation de documentaires
| Titre en anglais           | Titre original             | Réalisateur(s)                          | Pays de production                      |
| -------------------------- | -------------------------- | --------------------------------------- | --------------------------------------- |
| Alis                       | Alis                       | Clare Weiskopf, Nicolas van Hamelryck   | Colombie, Chili, Roumanie               |
| All That Breathes          | All That Breathes          | Shaunak Sen                             | Inde, États-Unis, Royaume-Uni           |
| Blue Island                | Blue Island                | Chan Tze-woon                           | Hong Kong, Chine, Taïwan, Japon         |
| Eternal Brightness         | Eternal Brightness         | OH Min-wook                             | Corée du Sud                            |
| Fire of Love               | Fire of Love               | Sara DOSA                               | États-Unis, Canada                      |
| Free Chol Soo Lee          | Free Chol Soo Lee          | Julie HA, Eugene YI                     | Corée du Sud, États-Unis                |
| How to Save a Dead Friend  | How to Save a Dead Friend  | Marusya Syroechkovskaya                 | Suède, Norvège, France, Allemagne       |
| Innocence                  | Innocence                  | Guy Davidi                              | Danemark, Israël, Finlande, Islande     |
| Legend of the Waterflowers | Legend of the Waterflowers | Koh Hee-young                           | Corée du Sud                            |
| Life Unrehearsed           | Life Unrehearsed           | Banpark Jieun                           | Corée du Sud, Allemagne                 |
| Liquor Store Dreams        | Liquor Store Dreams        | UM So Yun                               | États-Unis                              |
| Myanmar Diaries            | Myanmar Diaries            | Communauté cinématographique du Myanmar | Pays-Bas, Myanmar, Norvège              |
| Retrograde                 | Retrograde                 | Matthew Heineman                        | États-Unis                              |
| Scorched Earth             | Scorched Earth             | Lee Mi-young                            | Corée du Sud, Canada                    |
| See You Friday             | See You Friday             | Commentaires Mitra Farahani             | France, Royaume d'Eswatini, Iran, Liban |
| The Super 8 Years          | The Super 8 Years          | David Ernaux-Briot, Annie Ernaux        | France                                  |
| Universe Department Store  | Universe Department Store  | Taewoong Won                            | Corée du Sud                            |
| While We Watched           | While We Watched           | Vinay Shukla                            | Royaume-Uni                             |

### Cinéma ouvert
Une collection de nouveaux films et de films de renommée internationale, offrant un mélange idéal entre le populaire et l'artistique, est projetée dans le hallmark outdoor theater.
| Titre en anglais                                    | Titre original                         | Réalisateur(s)                | Pays de production |
| --------------------------------------------------- | -------------------------------------- | ----------------------------- | ------------------ |
| Diary of a Fleeting Affair                          | Diary of a Fleeting Affair             | Emmanuel Mouret               | France             |
| Even If This Love Disappears from the World Tonight | 今夜、世界からこの恋が消えても         | Takahiro Miki                 | Japon              |
| Everything Everywhere All at Once                   | Everything Everywhere All at Once      | Daniel Kwan, Daniel Scheinert | les États-Unis     |
| Kingdom 2: Far and Away                             | キングダム2 遥かなる大地へ             | Shinsuke Sato                 | Japon              |
| Max, Min and Meowzaki Padmakumar                    | Max, Min and Meowzaki Padmakumar       | Padmakumar Narasimhamurthy    | Inde               |
| Black Pharaon, the Savage and the Princess          | Le Pharaon, le Sauvage et la Princesse | Michel Ocelot                 | France, Belgique   |
| Vikram                                              | Vikram                                 | Lokesh Kanagaraj              | Inde               |

### Passion de minuit
Une collection de films d'émotion, d'horreur et d'action.
| Titre en anglais            | Titre original              | Réalisateur(s)  | Pays de production |
| --------------------------- | --------------------------- | --------------- | ------------------ |
| Jethica                     | Jethica                     | Pete Ohs        | États-Unis         |
| Satan's Slaves 2: Communion | Pengabdi Setan 2: Communion | Joko Anwar      | Indonésie          |
| The Menu                    | The Menu                    | Mark Mylod      | États-Unis         |
| The Price We Pay            | The Price We Pay            | Ryuhei Kitamura | États-Unis         |

### À l'écran
Neuf séries dramatiques de l'année ont été présentées dans cette section,.
| Titre en anglais    | Titre original          | Réalisateur(s)  | Pays de production | Plateforme / Réseau |
| ------------------- | ----------------------- | --------------- | ------------------ | ------------------- |
| Ransom              | 몸값                    | Jeon Woo-chanté | Corée du Sud       | TVING               |
| Blood Curse         | Teluh Darah             | Kimo Stamboel   | Indonésie          | Star Disney+        |
| Connect             | 커넥트                  | Miike Takashi   | Corée du Sud       | Star                |
| Glitch              | 글리치                  | Roh Deok        | Corée du Sud       | Netflix             |
| Recipe for Farewell | 오늘은 좀 매울지도 몰라 | Lee Ho-Jae      | Corée du Sud       | Watcha              |
| Somebody            | 썸바디                  | Jung Ji-woo     | Corée du Sud       | Netflix             |
| The Kingdom Exodus  | Riget Exodus            | Lars von Trier  | Danemark           | DR / Viaplay        |
| Héros fragile       | 약한영웅 Class 1        | Yoo Su-min      | Corée du Sud       | Wavve               |
| Yonder              | 욘더                    | Lee Joon-ik     | Corée du Sud       | TVING/Paramount+    |